# Budzowa Igła
Budzowa Igła (niem. Buchentalnadel, słow. Budzova ihla, węg. Budz-tű) – turnia w polskich Tatrach Wysokich. Znajduje się w długiej wschodniej grani Świnicy pomiędzy Buczynowymi Czubami (ok. 2125 m), od których oddzielona jest Przełęczą Nowickiego (2105 m), a Wielką Buczynową Turnią (2184 m), od której oddziela ją Budzowa Przełączka (ok. 2125 m). Budzowa Igła jest najwyższym z kilku skalnych zębów w grani opadającej w Wielkiej Buczynowej Turni na Przełęcz Nowickiego, jest też wśród nich najsmuklejsza. Tuż obok niej prowadzi Orla Perć, jednak ze szlaku tego jest prawie niezauważalna; z większej odległości zlewa się ze skałami, z bliska przesłania ją niewielka kopka.
Jest to niewysoka, ale wyraźnie wyodrębniona, śmiało zarysowana turnia. Przez długi czas jednak były problemy z jej umiejscowieniem. Za Budzową Igłę brany był znajdujący się w tej samej grani prostokątny ząb po jej zachodniej stronie, który przy doosiowym widoku spod uskoku ma postać spiczastej i ostro zarysowanej iglicy. Z daleka z niektórych miejsc Budzowa Igła jest łatwo rozpoznawalna, z bliska natomiast trudno ustalić, który ze skalnych zębów jest nią. Już Stanisław Groński interpretując opis W.H. Paryskiego pisał: Z Budzową Igłą jest coś nie w porządku i podał inne niż u Paryskiego jej położenie. Po przeprowadzeniu szczegółowych badań terenowych wersję Grońskiego potwierdził Władysław Cywiński w swoim 18 tomie przewodnika. Orla Perć obchodzi Budzową Igłę po stronie Dolinki Buczynowej, a nie jak to podawał W.H. Paryski po stronie Pańszczycy.
Turni nadano nazwę dla uczczenia Józefa Budza, który był głównym pomocnikiem Walentego Gadowskiego, twórcy Orlej Perci.
Na Budzowej Igle dopuszczalna jest wspinaczka skalna, ale tylko od strony Dolinki Buczynowej. Najłatwiej wejść na nią z Przełęczy Nowickiego. Jest to przejście o II stopniu trudności w skali tatrzańskiej. Pierwsze przejście w 1932 r. W.H. Paryski z towarzyszami.

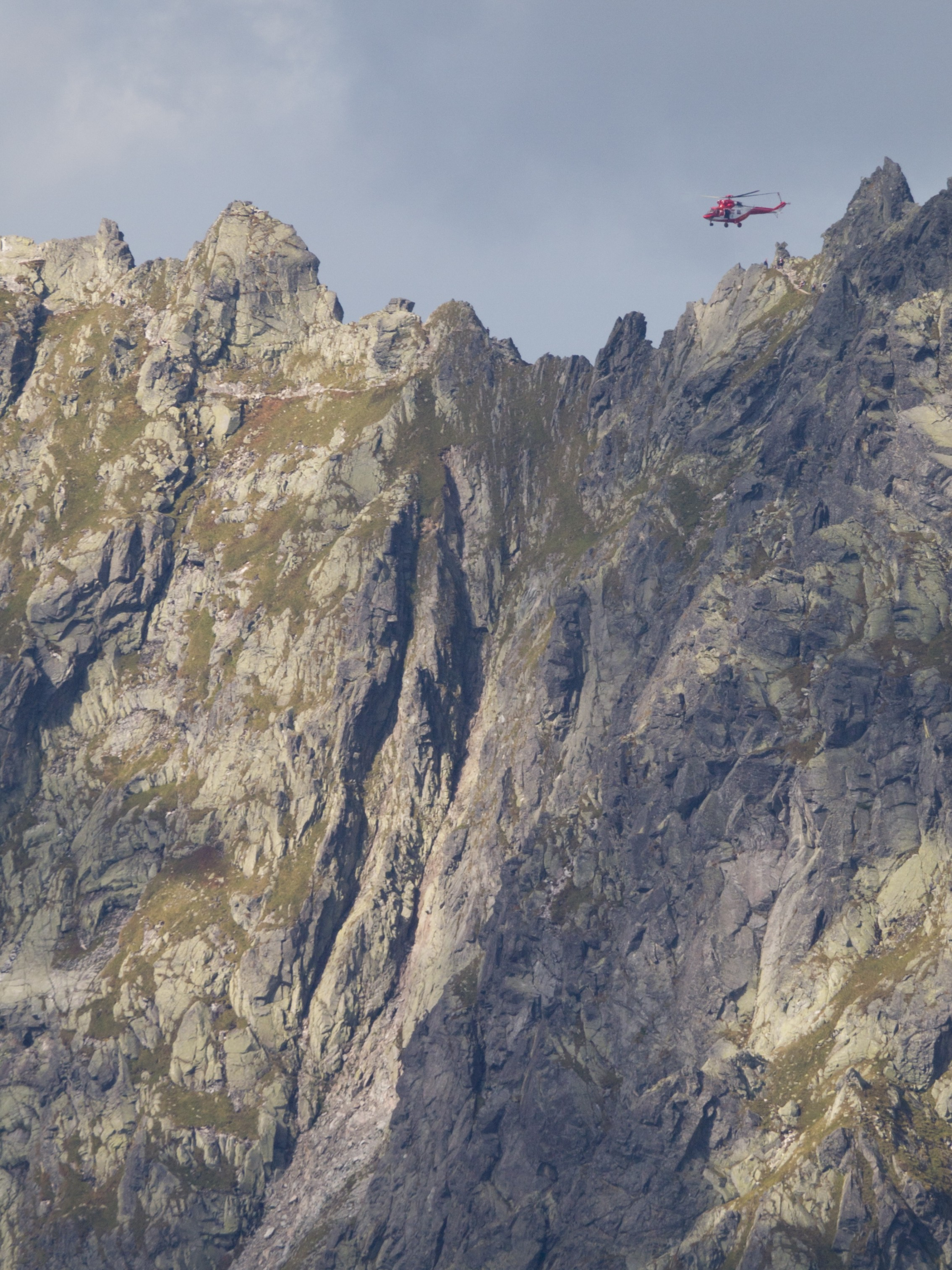
Budzowa Igła po prawej, po lewej Buczynowe Czuby, pomiędzy nimi Przełęcz Nowickiego
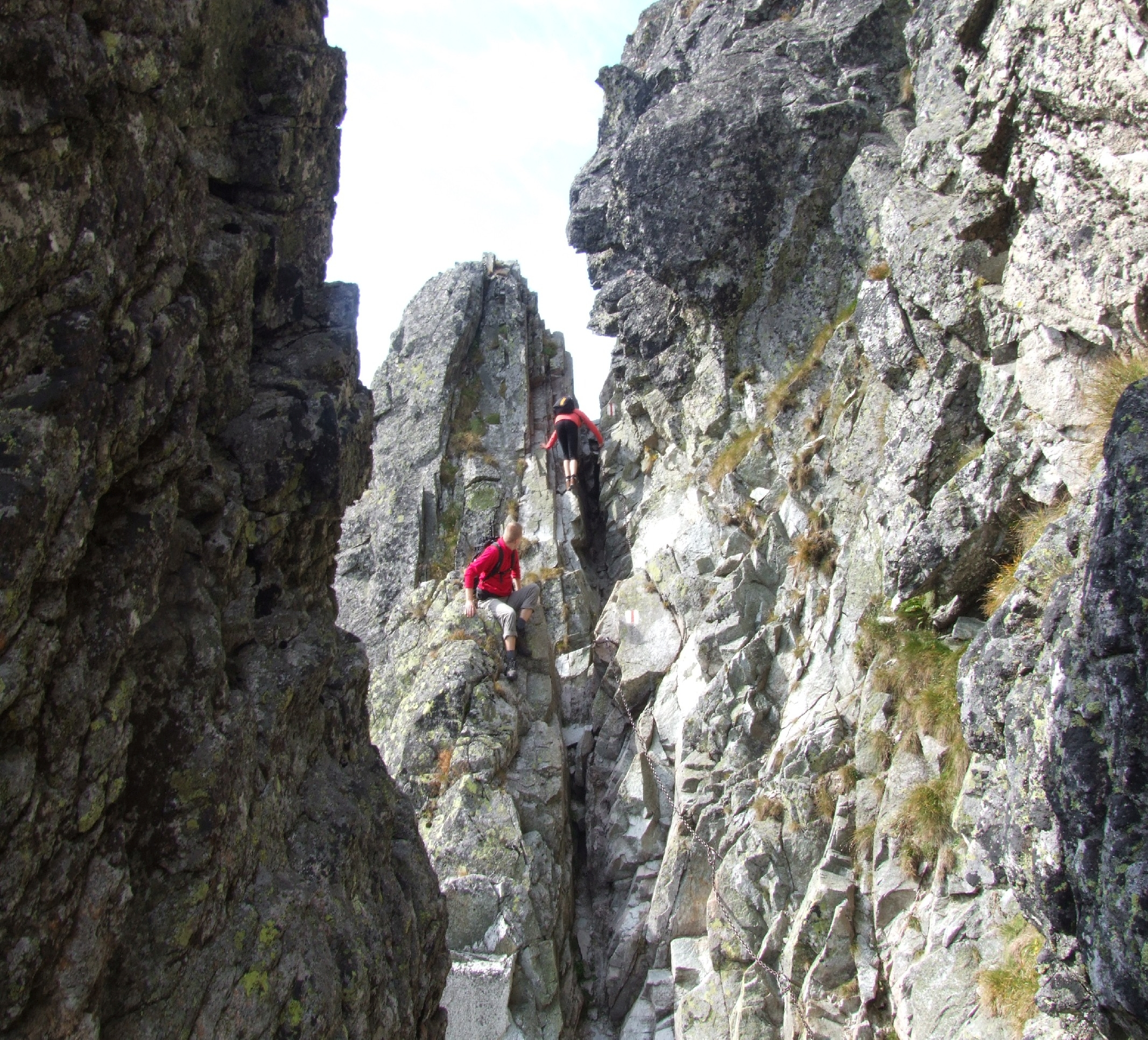
Szlak Orlej Perci na przełączce pod Budzową Igłą